# Анафродизіак
Анафродизіак  або антиафродизіак є те, що пригнічує або притупляє лібідо. Це протилежність афродизіакам, то, що підвищує сексуальний апетит. Слово анафродізіак походить від грецького префікса ' αν-, що позначає заперечення, та ім'я грецької богині любові Афродіти.

## Класи речовин
Існують дві основні джерела анафродізіаків фармацевтичних продуктів, доступних для бажаючих зменшити сексуальний потяг: трав'яні і синтетичні.
Деякі загальні а. є алкоголь і тютюн, але це, як правило, ненавмисний наслідок, а не основна причина використання. У той час як спирт використовується соціально, тому що спочатку знижує психічні заборони, дослідження показали, що за час фізично алкоголю зменшує збудження і робить досягнення кульмінації важче . З цієї причини алкоголь вважається анафродізіаком. Один з найпоширеніших анафродізіаков — нікотин. При попаданні нікотину в кров судини звужуються і падає рівень гормонів. Також до анафродізіаків можна віднести препарати, які знижують тиск, заспокійливі, антидепрессанти і деякі види протизаплідних таблеток (ті, які містять прогестерон).
Опіати, які включають морфін, героїн і гідрокодон, є а.
Синтетичні сполуки, такі як естрогени і анти-андрогени препарати. Ці препарати мають ряд побічних ефектів, включаючи втому, головні болі, порушення настрою, втрата волосся на тілі, і розвиток грудей. Через ризик для здоров'я ліків, ці продукти є небажаними для великої частини населення. Ці продукти вважаються занадто ризикованими для широкої громадськості і, як правило, не рекомендується для повсякденного використання.
Побічні ефекти деяких антидепресантів може бути в природі (наприклад,  СІЗЗС і деяких антипсихотичних). СІЗЗС є досить безпечним, якщо не повністю надійні для цієї мети. Принаймні, сильніше ніж трави .
Антиандрогенами препарати, такі як ципротерон або медроксипрогестерон, іноді призначаються для засуджених (сексуальний злочинець), такі як ґвалтівників і педофілів, які є умовно-достроково звільнений в спробі зупинити їх рецидив, однак високі дози, необхідні часто викликають цілий ряд побічних ефектів.

## Історія
Трав'яні а. були використані у релігійних сектах протягом всієї історії. Найчастіше, Авраамове дерево ( Vitex Agnus-Каста,Вітекс священний) була використана для нормалізації гормонів у чоловіків і жінок .
Існували чутки про те, що у Британській армії 19-го століття додавали бромід калію в солдатський чай. Враховуючи тривалий період напіввиведення препарату в організмі, армія навряд чи буде ефективною бойовою силою. Віра в те, здається, існує в США що калійна селітра додається в каву армії .

## Наукові дослідження
Дослідження оцінювали ефект трав'яних а. на чоловіків і жінок. До них належать дослідження про вплив речовин на обох рівнів гормонів і поведінки.
Механізм активного компонента деяких рослинних а. може бути індукцію ферментів, які каталізують перетворення статеві гормони попередників в андростендіон, що сприяє зниженню сексуальної потреби. Дослідження показали, що деякі з цих продуктів інгібує 17ß-гидроксистероиддегидрогеназу і 17,20-ліази, яка каталізує перетворення 17-гідроксіпрогестерон андростендіону в тестостерон.
В одному дослідженні група чоловіків дали анафродізіак і вплив на метаболізм мінералокортикоїдів у цих чоловіків був записаний. Протягом періоду введення, концентрації тестостерону зменшується, і сироватка 17-гидроксипрогестерона концентрації збільшена. Рівень тестостерону впали приблизно на 40 % після введення, і повернулися до нормального життя після припинення. Проте, реальний ефект від цих ліків на сексуальне бажання не вимірювалася в дослідженні.
Амінокислота 5-HTP, або 5-гідрокситриптофан, був анекдотичний повідомляється, м'який анафродізіак, так само як і серотонинергической емпатогенним MDMA, більш відомий як «екстазі». Однак систематичне дослідження цих речовин відсутня, в зв'язку з безпатентної природи 5-HTP і правовий контроль МДМА. Крім того, інші серотонінергічні седататівний наркотики, як психоделічна LSD, були використані за повідомленнями різко збільшити сексуальне задоволення. MDMA в поєднанні з інгібітор ФДЕ5 (торгові назви Віаагра, Силденафіл, Левітра і Сіаліс) позначений «Sextasy». Таке поєднання підвищує лібідо і продуктивність одночасно. Інгібітор ФДЕ5 взята окремо не робить ніякого впливу на статевий потяг, припускаючи, що серотонінергічні викликають ейфорію, як МДМА може фактично збільшити лібідо при зниженні продуктивності, схожий на інший поширений препарат: вживання алкоголю.
У 2012 році іранські дослідники з університету медичних наук в Тегерані виявили, що локриця — особливо використовується в цукерках, чай і трав'яні засоби — може призвести до зниження рівня тестостерону. Її корінь солодки містить фітоестрогени, і було показано, що впливає на ендокринну систему. Іранські вчені дійшли висновку, що регулярне вживання лакриці може знизити лібідо чоловіки і у високих дозах може навіть збільшити ризик сексуальних проблем, включаючи імпотенцію. Тим не менш, дослідження також показало, що рівень тестостерону нормалізується після закінчення вживання протягом декількох днів і ефекти повністю зникають. Для жінок, споживання лакриці має протилежний вплив на їх сексуальне бажання і може поліпшити жіноче лібідо.

## Перелік анафродизіаків
- Майоран
- Хміль
- Камфора
- Борщівник
- Верба
- Lactuca virosa, латук отруйний
- Вітекс священний
- Садова рута
- Коріандр
- Соя
- Настурція
- Певні види ліків